# Starday
Starday war der Name eines auf Country- und Bluegrass-Musik spezialisierten Independent-Labels, das 1953 gegründet wurde und Country-Stars wie Willie Nelson, George Jones oder Roger Miller berühmt gemacht hat.

## Geschichte

### Gründung

Mary Jo Chelette - Cat Fishing

Labelgründer Jack Starnes managte zunächst Country-Sänger wie Lefty Frizzell, mit dem er am 26. Januar 1950 einen Managervertrag abschloss. Zugleich betätigte er sich in seinem Nachtklub als Buchungsagent für Künstler und Talentsucher. Im Juni 1953 gründete er mit einem Startkapital von 1000 Dollar in Beaumont, Texas zusammen mit dem Plattengroßhändler Harold „Pappy“ Daily die Firma Starday Records. Der Firmenname setzt sich aus den Anfangsbuchstaben der Nachnamen der Besitzer zusammen: Starnes und Daily.
Das kleine unabhängige Label machte sich in seiner Gründungsphase einen Namen mit dem so genannten East Texas Honky Tonk. Die erste Single des Starday-Katalogs war Mary Jo Chelettes Gee It's Tough To Be Thirteen / Cat Fishing (Starday 101), die am 4. Juli 1953 veröffentlicht wurde. Englischlehrer Arlie Duff nahm im Mai 1953 You All Come (Starday 104) auf, das mit Platz sieben der Country-Hitparade bereits frühzeitigen Erfolg für das kleine Label einbrachte. Zu den ersten Künstlern gehörte auch Blacky Crawford, der als Leadgitarrist in den Sessions für Duff spielte und mit seinen Western Cherokees ab 4. Dezember 1951 Aufnahmen für Coral Records machte, bevor er im Mai 1953 zu Starday wechselte.

### Aufstieg
Don F. Pierce stieg im September 1953 mit 333 Dollar als 1/3-Anteil beim Label ein und wurde zum Labelchef, während sich die anderen Mitinhaber um Verwaltung, Produktion und Vertrieb kümmerten. Mit Pierce, der vorher bei 4 Star Records in Pasadena gearbeitet hatte, kam auch die neue Geschäftsidee des „custom pressings“ zu Starday. Im Juni 1955 erwarben Pierce und Daily die Firmenanteile von Starnes, der zuvor George Jones in seinem Nachtklub entdeckt hatte. Jones war der erste Künstler des Labels, der später zum Country-Star aufstieg. Jones hatte anfangs in den Aufnahmesessions für Arlie Duff Rhythmusgitarre gespielt. George Jones‘ erste Single war No Money in This Deal (#130), aufgenommen am 19. Januar 1954 in Starnes Wohnzimmer. Jones entwickelte sich zwischen 1954 und 1958 zum erfolgreichsten Interpreten des Labels. Am 25. August 1955 wurde sein Why Baby Why aufgenommen, das mit einem Rang vier in den Country-Charts dessen erster Hit wurde, erfolgreich gecovert von Webb Pierce & Red Sovine im Duett (Rang 1 für 4 Wochen). Jones brachte weitere Country-Hits mit What Am I Worth (aufgenommen am 27. August 1955; #7), You Gotta be my Baby (März 1956; #7), Yearning (Duett mit Jeanette Hicks, August 1956; #10) oder Just One More (August 1956; #3) heraus. Im März 1956 entstand mit ihm in den Goldstar Studios (Houston) mit Rock it unter dem Pseudonym Thumper Jones eine der bedeutendsten Rockabilly-Titel überhaupt, im November 1956 brachte Jones für das Label dessen erste Starday-LP heraus. Jones sollte durch Starday zu einem der großen Country-Stars werden, der noch 2010 Plattenaufnahmen machte.
Daily hatte inzwischen im Oktober 1957 Roger Miller entdeckt, dessen erste Platten unter der Labelmarke Mercury-Starday Records erschienen.
Grund war die am 1. Januar 1957 in Kraft getretene Label-Kooperation mit Mercury Records, die jedoch bereits im Juli 1958 wieder aufgelöst wurde. Inhalt der Zusammenarbeit war, dass Starday die gesamte Country-Abteilung Mercurys übernahm und Platten der Country-Künstler, die vorher bei Mercury unter Vertrag standen, unter dem neuen Labelnamen Mercury-Starday veröffentlichte. Eine der ersten Veröffentlichungen auf den kombinierten Labels war Leon Paynes Eigenkomposition Lumberjack, die am 12. Februar 1957 auf den Markt kam. Als der noch völlig unbekannte Country-Sänger Willie Nelson hiervon erfuhr, nahm er Kontakt zu Mercury-Starday auf. Don Pierce sah zunächst wenig Potenzial im Sänger, doch bot ihm im Mai 1957 an, die Single aufzunehmen und 300 Exemplare hiervon pressen zu lassen. Im Mai 1957 nahm er für den Labelkatalog die Titel No Place For Me / Lumberjack beim Radiosender KVAN in Vancouver auf, die innerhalb der Starday Custom-Serie (45–628) veröffentlicht wurden und seine ersten Plattenaufnahmen überhaupt waren. Die Single soll 3.500 Exemplare verkauft haben.

Cowboy Copas - Alabam

Die unsystematische Veröffentlichung von Singles als „Starday“, „Starday-Mercury“ oder bloß „Mercury“ erschwert den Historikern die Zuordnung. Bariton Jimmie Skinner jedenfalls war eine Starday-Entdeckung und sang unter der Mercury-Marke seine Eigenkomposition I Found my Girl in the USA, die am 10. September 1957 erschien und bis Rang fünf der Country-Charts vordrang. Jimmy Dean & His Texas Wildcats waren bereits bei anderen Plattenlabels, als sie im April 1957 zu Starday wechselten. Ihre zahlreichen Einspielungen gelangten jedoch nicht in die Hitparaden. Die letzte offizielle Single unter der kurzfristigen Liaison mit Mercury waren die Stanley Brothers mit A Life of Sorrow, veröffentlicht am 15. Januar 1958. Mercury übernahm nach der Trennung George Jones, den man weiter von Pappy Daily produzieren ließ. Mercury hatte Glück mit der gefundenen Aufteilung, denn George Jones gelang erstmals mit White Lightning, einer temporeichen Komposition vom Big Bopper, der erste Rang der Country-Charts. Drohende Interessenkonflikte zwischen einem für Mercury produzierenden Daily und dessen Beteiligung an Starday mussten gelöst werden. Deshalb erwarb Don Pierce im Juli 1958 die Firmenanteile von Daily, sodass er zum Alleininhaber aufstieg. Pierce errichtete im Juni 1960 mit den Starday Sound Studios in Nashville ein eigenes Tonstudio, das auch von Red Sovine regelmäßig gebucht wurde.
Bis 1959 konnte Starday seinen Ruf als Bluegrass-Label verfestigen, im selben Jahr wurde Pierce vom Billboard-Magazin zum Mann des Jahres in der Sparte Country-Musik gewählt. Im November 1961 kam Arthur Smith zum Label, der mit dem Guitar Boogie-Twist im Januar 1962 versuchte, an den Erfolg seines im September 1944 aufgenommenen Instrumentalklassikers Guitar Boogie anzuknüpfen. Auch Dottie West fing bei Starday in dessen neuem Tonstudio im September 1960 an, konnte jedoch ihre ersten großen Hits ab 1963 bei RCA Records unter Produzent Chet Atkins feiern. Unter Alleininhaber Pierce entstanden zahlreiche Hits für Starday im Country-Sektor wie Black Land Farmer von Frankie Miller (veröffentlicht am 9. März 1959; Rang 5), dem größten Hit des Starday-Katalogs Alabam von Cowboy Copas (aufgenommen am 5. Februar 1960; 12 Wochen auf Rang 1) oder Giddyup Go von Red Sovine (4. August 1965; 6 Wochen Rang 1). Als Starday im Oktober 1968 mit King Records fusionierte, war Pierces Kapitalanteil an Starday auf 2 Millionen Dollar angewachsen.
Starday rief im September 1963 das Sublabel Nashville Records ins Leben, dessen Katalog aus Country-Sängern wie Bill Clifton oder Red Sovine bestand und auch Bluegrass-Aufnahmen veröffentlichte. Die großen Schallplattenfirmen ignorierten diese Randgebiete nahezu vollständig und konzentrierten sich stattdessen auf die Vermarktung des kommerzielleren Nashville Sounds.

### Ende
Im Oktober 1968 wurde nach dem Tod von Sydney King sein Label King Records von Starday zu Starday-King Records verschmolzen und im selben Monat für fünf Millionen Dollar an LIN Broadcasting verkauft. 1971 ging der Starday-King-Katalog an Leiber & Stollers Tennessee Recording & Publishing. 1975 wurden die Starday-Masterbänder für 375.000 Dollar an Moe Lytle von GML Inc. (Gusto Records) in Nashville verkauft. Seither wird der Starday-Katalog zu Compilations historischer Country-Songs genutzt. Red Sovine brachte im Juli 1978 den bereits im Mai 1976 erstmals veröffentlichten Song Teddy Bear (Starday/Gusto 142) heraus, einen Trucker-Song, der ein Nummer-eins-Hit in den Country-Charts wurde.

## Starday Package Deal
Der so genannte Starday Package Deal war eine Verkaufsidee, das Don Pierce 1955 mitbrachte. Pierce war vorher bei Four Star Records aus Kalifornien beschäftigt gewesen, und kurz zuvor hatte Four Star die OP-Serie (Other People) eingeführt. Bei diesem Programm ging es darum, das Künstler selbstaufgenommene Songs zusammen mit dem gewünschten Labelnamen einsenden konnten. Die Plattenfirma presste dann Platten mit einer Auflage von 100 bis 500 Stück und schickte sie dem Künstler, der die Platten nun verkaufen konnte. Auf diese Weise wurde Willie Nelsons erste Single unter dem Labelnamen Willie Nelson Label verkauft.
Was 1955 als kleines Projekt begann, stellte sich für Starday schnell als sehr lukrativ heraus. Obwohl auch andere Labels – wie Four Star, RCA Victor und Columbia Records – diesen Dienst ebenfalls anboten, entwickelte sich der Stardays Package Deal zu einem Erfolg. Mit dem Erfolg des Rock ’n’ Roll gab es genug Musiker, die Platten aufnehmen wollten und wandten sich an Starday.
Die Veröffentlichungen des Package Deals wurden in einer gesonderten Serie veröffentlicht, dessen Katalognummern im Jahr 1955 bei 500 begannen und Mitte der 1960er-Jahre bei über 1100 ausliefen, jeweils mit dem Präfix 45 davor. Wenn kein spezifischer Labelname angegeben wurde, erschienen die Songs auf dem Starday-Label (ab 1958 dann bei Dixie).

## Unter Starday und Nashville veröffentlichende Künstler (Auswahl), die im Artikel nicht erwähnt werden
- Hoyt Scoggins
- Johnny Bond
- Pee Wee King
- Eddie Noack
- The Willis Brothers
- Lewis Family
- Carl Story